# Pont de la Tournelle
De Pont de la Tournelle is een brug over de Seine in Parijs, gebouwd in 1928. Hij verbindt de linkeroever van de Seine met het Île Saint-Louis. De term tournelle (Frans voor 'torentje') verwijst naar het Château de la Tournelle dat hier aan de Seine-oever werd gebouwd, waarschijnlijk onder Karel VI van Frankrijk.

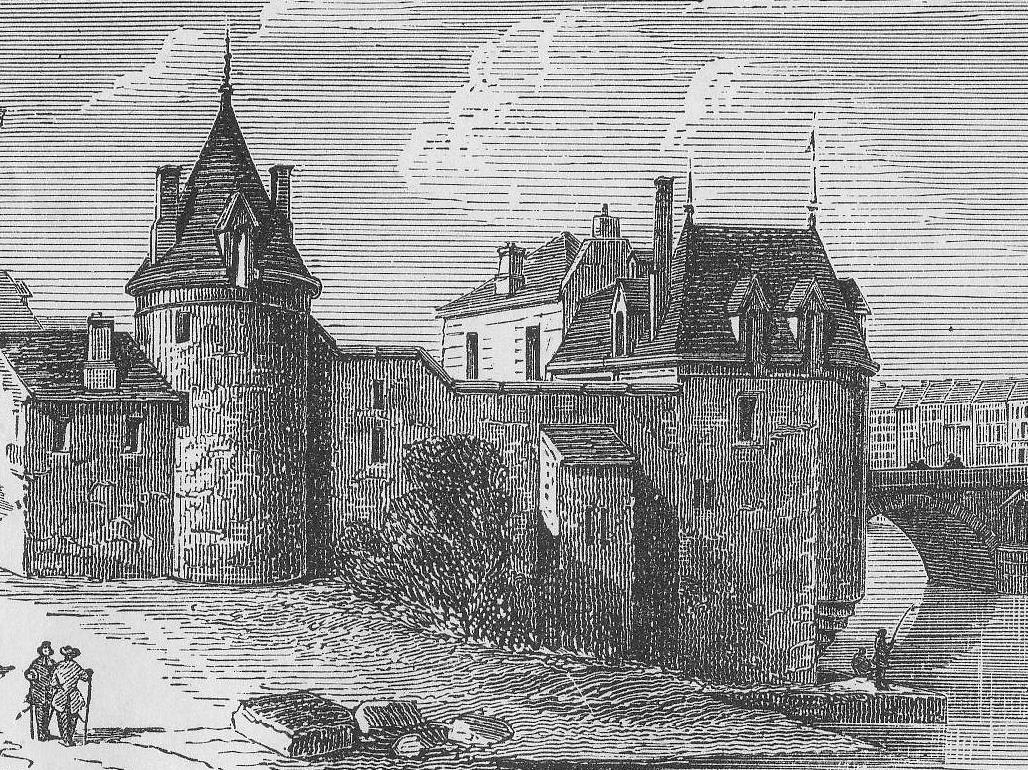
Château de la Tournelle onder Lodewijk XIII

## Bouw

### Geschiedenis
Op de locatie van de huidige Pont de la Tournelle waren al eerder bruggen gebouwd. De eerste, een houten brug, werd gebouwd tijdens de middeleeuwen. Op 21 januari 1651 werd deze verwoest door een overstroming. Zeven jaar later, in 1658, werd een stenen brug geplaatst. Deze kreeg het zwaar te verduren tijdens een overstroming in 1910. Hij werd in 1918 afgebroken en werd in 1928 vervangen door de huidige brug.

### Architectuur
De huidige Pont de la Tournelle werd bewust asymmetrisch ontworpen, om aan te sluiten bij het asymmetrische stadsgezicht rond dit deel van de Seine. De brug bestaat uit een grote centrale boog die via twee kleinere bogen met de oevers is verbonden. Aan de stroomopwaartse kant is de brug versierd met een grote piloon boven de linkerpijler. Boven op die piloon staat een standbeeld van Genoveva, de patroonheilige van de stad Parijs, dat is ontworpen door Pierre en Louis Guidetti, en uitgevoerd door de Pools-Franse beeldhouwer Paul Landowski. De brug is gebouwd uit gewapend beton dat is bekleed met kalksteen. Deze keuze werd bekritiseerd door de architect Charles-Henri Besnard. Een brug uit gewapend beton moest er ook als zodanig uitzien, vond Besnard. Had men liever een stenen brug gehad dan had de brug uit kalksteen moeten worden opgetrokken.

## Locatie
De brug verbindt het 4e arrondissement, ter hoogte van het Île Saint-Louis, met het 5e arrondissement bij de Quai de la Tournelle. Van 1759 tot 1873 werd op deze locatie het waterniveau van de Seine gemeten.

## Panorama

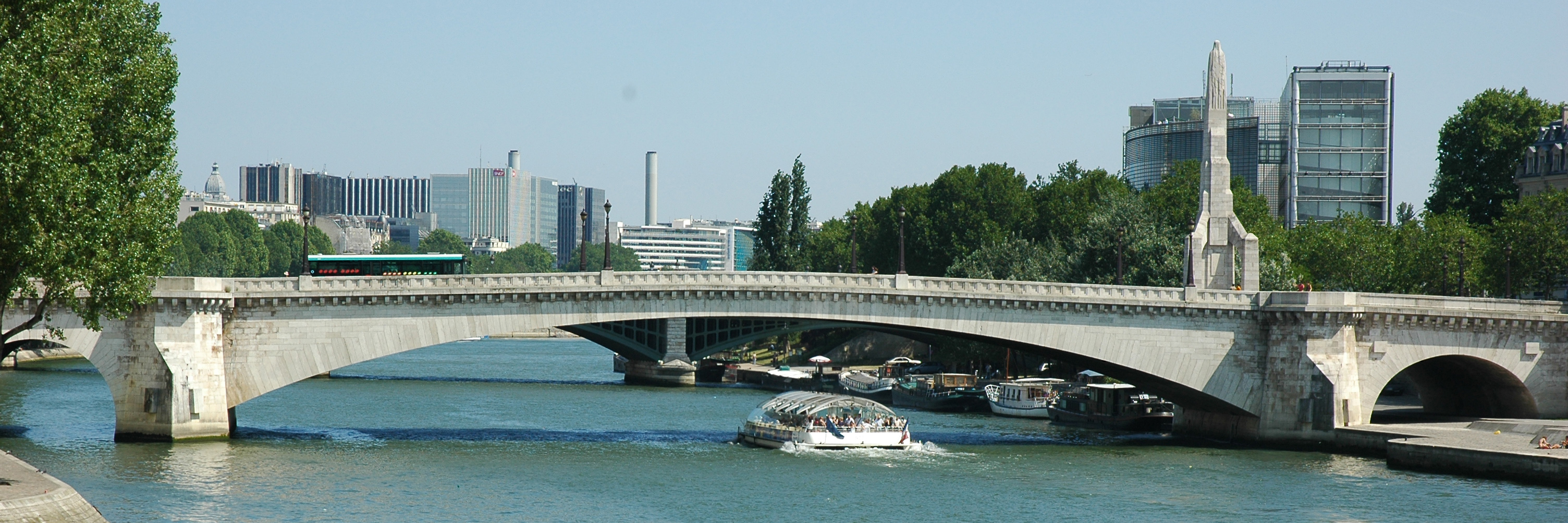
Panorama van de brug, stroomopwaarts gezien